# Tectaria murilloana
Tectaria murilloana är en ormbunkeart som beskrevs av A. Rojas. Tectaria murilloana ingår i släktet Tectaria och familjen Tectariaceae. Inga underarter finns listade.